# Richard, 6. kníže ze Sayn-Wittgenstein-Berleburg
Richard, 6. kníže ze Sayn-Wittgenstein-Berleburg (Richard Casimir Karl August Robert Konstantin; 29. října 1934, Gießen – 13. března 2017, Bad Berleburg, Německo) byl německý podnikatel, hlava rodu Sayn-Wittgenstein-Berleburg a manžel dánské princezny Benedikty.

## Život
Narodil se 29. října 1934 v Gießenu jako syn Gustava Albrechta, 5. knížete ze Sayn-Wittgenstein-Berleburg a Margarety Fouché, která byla potomkem francouzského politika Josepha Fouché.
Navštěvoval internátní školy ve Viggbyholmu a Sigtuně. Studoval právní vědy na Eberhardově-Karlově univerzitě v Tübingenu.
Dne 3. února 1968 se ve Fredensborgu oženil s princeznou Benediktou Dánskou. Spolu měli tři děti:
- 1. Gustav (* 12. 1. 1969 Frankfurt nad Mohanem), 7. kníže ze Sayn-Wittgenstein-Berleburg
  - ⚭ 2022 Carina Axelssonová (* 5. 8. 1968), americká spisovatelka pro mládež
- 2. Alexandra (* 20. 11. 1970 Kodaň)
  - I. ⚭ 1998 hrabě Jefferson von Pfeil und Klein-Ellguth (* 12. 7. 1967 Mohuč), rozvedli se roku 2017
  - II. ⚭ 2019 hrabě Michael Ahlefeldt-Laurvig-Bille (* 26. 2. 1965 Svendborg)
- 3. Natálie (* 2. 5. 1975 Kodaň), drezurní jezdkyně, olympionička, držitelka bronzové medaile z LOH 2008 z týmové drezurní soutěže
  - ⚭ 2010 Alexander Johannsmann (* 6. 12. 1977), rozvedli se v roce 2022

Jejich děti jsou v Dánsku oslovováni Výsosti a v ostatních zemích Jasnosti.
Princ Richard zemřel dne 13. března 2017 na zámku v Berleburg v Německu ve věku 82 let.

## Vyznamenání

### Národní
- Německo Velkokříž Řádu za zásluhy Spolkové republiky Německo, 1. třídy
- Dánsko Rytíř velkokříže s límcem Řádu slona
- Dánsko Držitel Medaile 50. výročí příchodu královny Ingrid do Dánska
- Dánsko Držitel Medaile 50. narozenin královny Markéty II.
- Dánsko Držitel Stříbrné výroční medaile královny Markéty II. a prince Henrika
- Dánsko Držitel Stříbrné jubilejní medaile královny Markéty II.
- Dánsko Držitel Medaile 100. výročí od narození krále Frederika IX.
- Dánsko Držitel Pamětní medaile královny Ingrid
- Dánsko Držitel Medaile 75. narozenin prince Henrika
- Dánsko Držitel Medaile 70. narozenin královny Markéty II.
- Dánsko Držitel Rubínové jubilejní medaile královny Markéty II.

### Zahraniční vyznamenání
- Švédsko Komandér velkokříže Řádu polární hvězdy
- Španělsko Rytíř velkokříže Řádu Isabely Katolické
- Nizozemsko Rytíř velkokříže Řádu koruny